# Viking Line

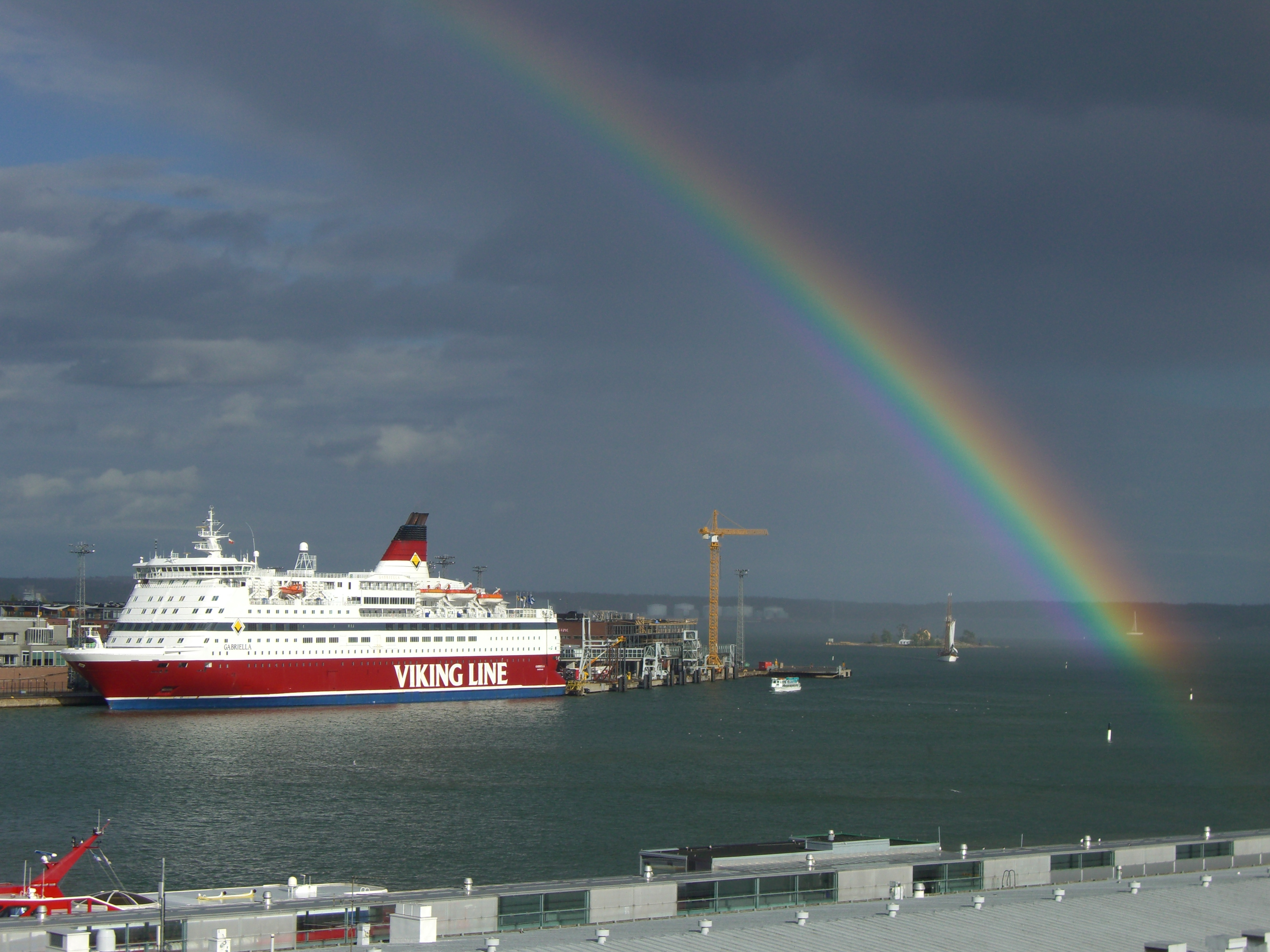
Die Gabriella in Helsinki, 2007

Viking Line Abp ist eine Reederei mit Hauptsitz in Mariehamn in der autonomen finnischen Region Åland, die mit fünf Fährschiffen im Linienverkehr auf der Ostsee zwischen Estland, Finnland und Schweden tätig ist.

## Geschichte
Rederi Ab Vikinglinjen (später Rederi Ab Solstad und 1970 vereinigt zu Rederi Ab Sally) wurde 1959 gegründet und begann den Fährenbetrieb zwischen Gräddö in Schweden und Korpo in Finnland. Nach einer Meinungsverschiedenheit zwischen den Gründern verließ eine von Gunnar Eklund geleitete Gruppe die Reederei und gründete 1959 ein neues Unternehmen, die Rederi Ab Ålandsfärjan. Das neue Unternehmen kaufte den Dampfer Brittany, taufte ihn in Ålandsfärjan um und startete den Betrieb zwischen Kapellskär und Mariehamn (Åland) in direkter Konkurrenz mit der Rederi Ab Vikinglinjen.
1966 vereinten sich Rederi Ab Ålandsfärjan, Rederi Ab Vikinglinjen and Rederi AB Slite und gründeten das Handelsunternehmen Viking Line, um mit Silja Line zu konkurrieren. Während der folgenden Jahre bestellten die drei Unternehmen viele Neubauten, und Viking Line wurde zu einer führenden Reederei im Ostseefährverkehr.
1970 änderte die Rederi Ab Ålandsfärjan ihren Namen in SF Line, wobei „S“ für „Schweden“ (schwedisch Sverige) und „F“ für „Finnland“ (schwedisch Finland) standen. Ihre erste Neuanschaffung war die 1967 ausgelieferte Kapella. Als ein Tribut an Gunnar Eklunds Ehefrau Ellen endeten die Namen aller folgenden Schiffe auf -ella.
Als die Rederi Ab Sally 1987 von der Firma EffJohn erworben wurde, der auch Silja Line gehörte, musste die Rederi Ab Sally auf Druck von SF Line und Rederi Ab Slite die Viking Line 1988 verlassen. Nach dem Bankrott der Rederi Ab Slite 1993 war SF Line die einzige übrige Gesellschafter der Viking Line. Dem folgend änderte die SF Line ihren Namen 1995 in Viking Line.
Während der COVID-19-Pandemie war die Verbindung Helsinki – Mariehamn – Stockholm ab dem 18. März 2020 vorübergehend eingestellt.
Im Jahr 2024 beförderte Viking Line 4.646.676 Passagiere, die Zahl der Beschäftigten betrug im Jahresmittel 2.403, davon 468 an Land.
Anfang Juni 2025 gab Viking Line den Bau der ersten vollelektrischen Großfähre der Welt, der Viking Helios, bekannt. Das voraussichtlich 195 Meter lange und 30 Meter breite Schiff mit einer Kapazität von 2.000 Passagieren, 650 Personenkraftwagen und 2.000 Spurmetern für Lastkraftwagen soll auf der Rauma-Werft gebaut werden und Anfang der 2030er-Jahre in Dienst gestellt werden. Es soll über ein Batteriepaket mit 85–100 Megawattstunden verfügen, was die Fähre 23 Knoten schnell machen soll, sodass die 80 Kilometer lange Überfahrt Helsinki–Tallinn in wenig über zwei Stunden gefahren werden kann. 2025 wurde das Projekt Helios vorgestellt.

## Strecken und Flotte

### Routen und eingesetzte Schiffe
| Schiff            | Bild | Schiffstyp       | Baujahr | Im Dienst bei Viking Line | Vermessung | Passagiere | Geschwindigkeit in Knoten | Route                                 | Flagge   |
| ----------------- | ---- | ---------------- | ------- | ------------------------- | ---------- | ---------- | ------------------------- | ------------------------------------- | -------- |
| Viking Cinderella |      | Fähre            | 1989    | 1989                      | 46.398 BRZ | 2.560      | 22,0                      | Helsinki – Mariehamn – Stockholm      | Finnland |
| Gabriella         |      | Fähre            | 1992    | seit 1997                 | 35.492 BRZ | 2.420      | 21,5                      | Helsinki – Mariehamn – Stockholm      | Finnland |
| Viking XPRS       |      | Schnellfähre     | 2008    | 2008                      | 35.918 BRZ | 2.500      | 25,0                      | Tallinn – Helsinki                    | Finnland |
| Viking Grace      |      | Fähre            | 2013    | 2013                      | 57.565 BRZ | 2.800      | 22,0                      | Turku – Mariehamn/Långnäs – Stockholm | Finnland |
| Viking Glory      |      | Fähre            | 2021    | seit 2022                 | 65.211 BRZ | 2.800      | 22,1                      | Turku – Mariehamn/Långnäs – Stockholm | Finnland |
| Birka Gotland     |      | Kreuzfahrtschiff | 2004    | 2004                      | 34.924 BRZ | 1.800      | 21,5                      | Stockholm – Mariehamn – Visby         | Schweden |

Seit 2008 treibt die Viking Line kontinuierlich eine Modernisierung der Flotte voran. Dabei werden ausnahmslos Neubauten beauftragt, die den hohen Umweltstandards entsprechen. So war die bei STX Finland in Turku gebaute Viking Grace, die im Jahr 2013 abgeliefert wurde und derzeit zwischen Turku (Finnland) und Stockholm (Schweden) eingesetzt wird, das erste Schiff der Flotte, welches mit Flüssigerdgas als Kraftstoff angetrieben wird.
Im November 2016 wurde eine Absichtserklärung über den Neubau einer LNG-Passagierfähre mit der Werft Xiamen Shipbuilding Industry Co. geschlossen, sowie eine Option über ein weiteres Schiff. Die Option über den zweiten Neubau wurde bereits Anfang 2018 noch vor Baustart des ersten Schiffes wieder fallengelassen. Der Bau des ersten Schiffes begann am 3. September 2018. Nach einem Ideenwettbewerb für den Schiffsnamen, aus dem 10 Vorschläge zur Endabstimmung ausgesucht wurden, fiel die Wahl von 30.000 teilnehmenden Personen mehrheitlich auf den Namen Viking Glory. Der Neubau mit Panoramafenstern hat nach der Indienststellung im Februar 2022 die Amorella auf der Route von Turku nach Stockholm ersetzt.
Die Schiffe der Bestandsflotte werden regelmäßig einer Modernisierung unterzogen, so dass es unter den Schiffen nur wenige Unterschiede in den Ausstattungsmerkmalen gibt.

### Ehemalige Schiffe
| Schiff           | Baujahr | Im Dienst bei Viking Line | Vermessung | Verbleib                                                                                                 |
| ---------------- | ------- | ------------------------- | ---------- | --- |
| Kapella          | 1967    | 1967–1979                 | 3 159 GT   | |
| Apollo           | 1970    | 1970–1974                 | 4 371 GT   | |
| Marella          | 1970    | 1970–1981                 | 3 930 GT   | |
| Viking 1         | 1970    | 1970–1983                 | 4 239 GT   | |
| Viking 3         | 1972    | 1972–1976                 | 4 299 GT   | |
| Diana            | 1972    | 1972–1979                 | 4 152 GT   | |
| Viking 4         | 1973    | 1973–1980                 | 4 477 GT   | |
| Aurella          | 1973    | 1973–1982                 | 7 210 GT   | |
| Viking 5         | 1974    | 1974–1981                 | 5 286 GT   | |
| Viking 6         | 1967    | 1974–1980                 | 5 149 GT   | |
| Turella          | 1979    | 1979–1988                 | 10 604 GT  | Seit 2018 als Rigel III für Ventouris Ferries im Einsatz.                                                |
| Diana II         | 1979    | 1979–1992                 | 11 671 GT  | |
| Viking Saga      | 1980    | 1980–1986                 | 14 330 GT  | |
| Viking Sally     | 1980    | 1980–1990                 | 15 598 GT  | Sie sank 1994 unter dem Namen Estonia.                                                                   |
| Viking Song      | 1980    | 1980–1985                 | 13 878 GT  | Seit 2010 als Regina Baltica für Baleària im Einsatz.                                                    |
| Olympia          | 1986    | 1986–1993                 | 37 799 GT  | Seit 2023 als Moby Orli für Moby Lines im Einsatz.                                                       |
| Ålandsfärjan     | 1972    | 1987–2008                 | 6 336 GT   | Seit 2008 als Expedition für G.A.P. Shipping im Einsatz.                                                 |
| Athena           | 1989    | 1989–1993                 | 40 012 GT  | Seit 2001 als Pearl Seaways für DFDS Seaways im Einsatz.                                                 |
| Kalypso          | 1990    | 1990–1994                 | 40 012 GT  | Abgerissen in Alang, Indien, im Jahr 2022.                                                               |
| Viking Express I | 1992    | 1995 (charter)            | 3 241 GT   | Seit 2002 als HSC Condor 10 für Condor Ferries im Einsatz.                                               |
| Isabella         | 1989    | 1989–2013                 | 35 134 GT  | |
| Mariella         | 1985    | 1985–2021                 | 37 799 GT  | Seit 2021 als Mega Regina für Corsica Ferries – Sardinia Ferries im Einsatz.                             |
| Amorella         | 1988    | 1988–2022                 | 34 384 GT  | Seit 2022 als Mega Victoria für Corsica Ferries – Sardinia Ferries im Einsatz.                           |
| Rosella          | 1980    | 1980–2023                 | 16 879 GT  | Seit 2023 als Anemos für Aegean Speed Lines im Einsatz.                                                  |
| Viking FSTR      | 1998    | 2017–2018                 | 5 902 GT   | Seit 2018 bei den griechischen Golden Star Ferries und für diese seit 2019 als Super Express im Einsatz. |

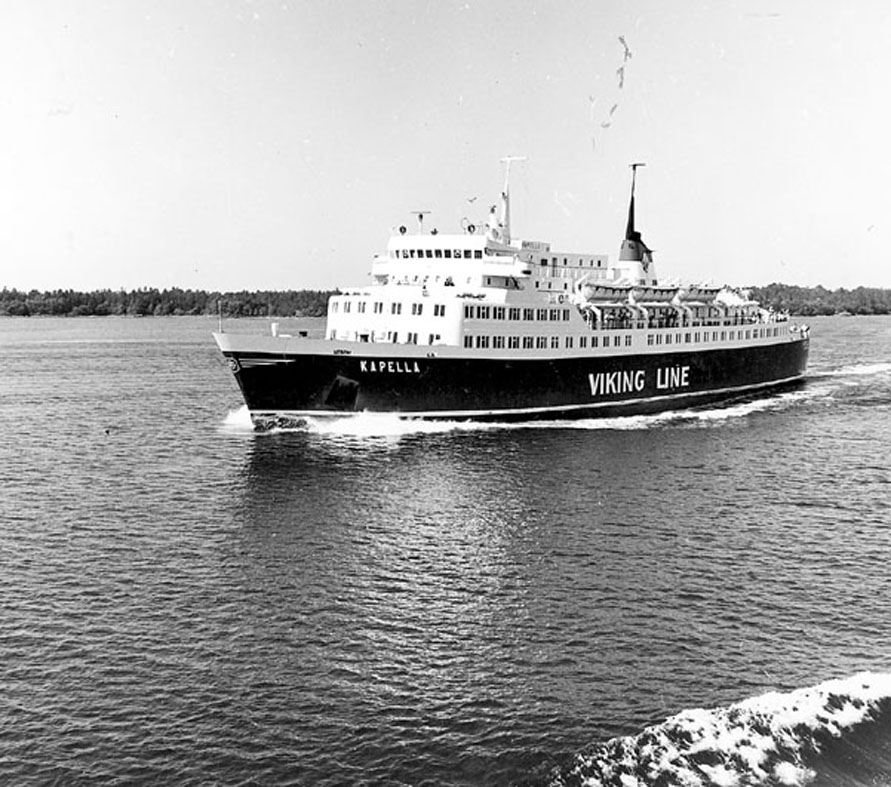
Kapella (1967)

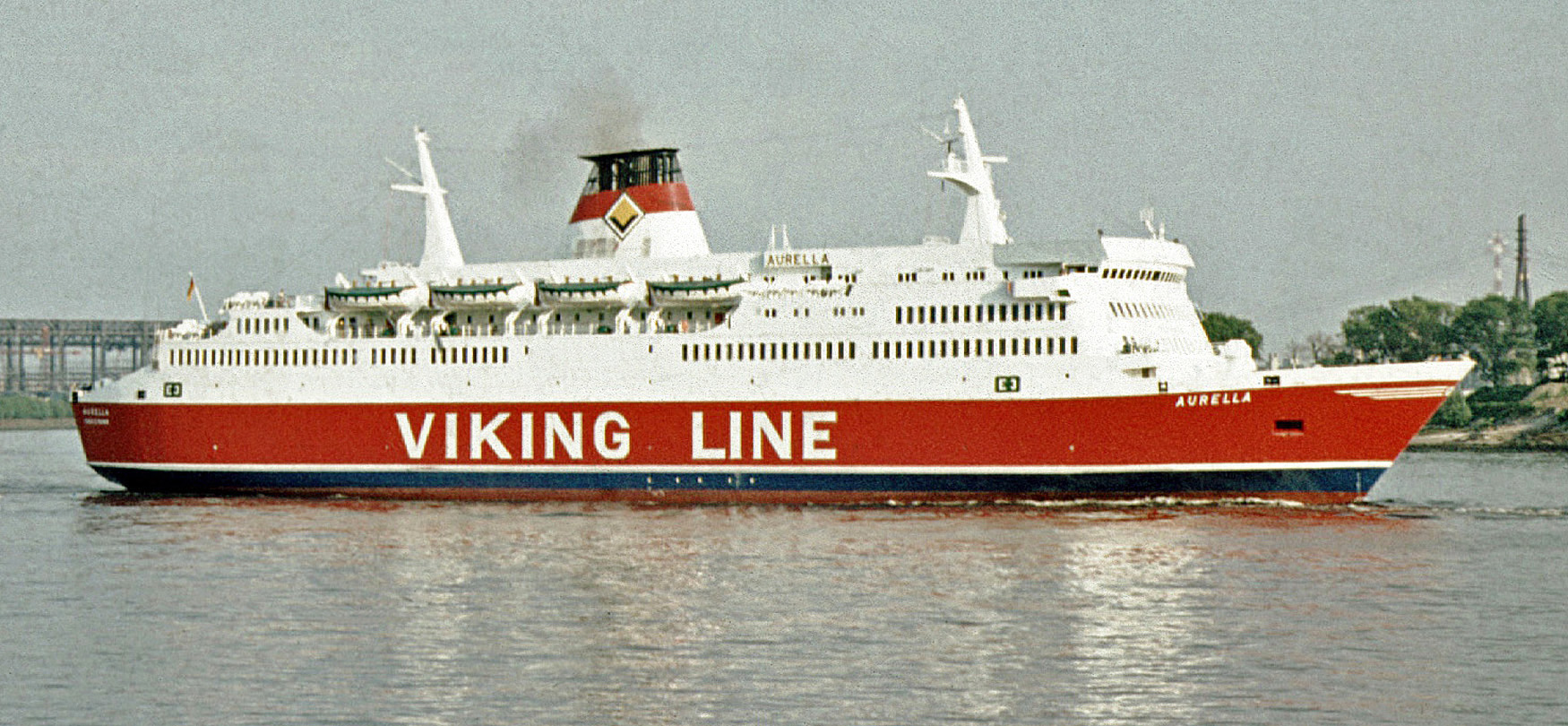
Die von Sietas erbaute Aurella (1973)

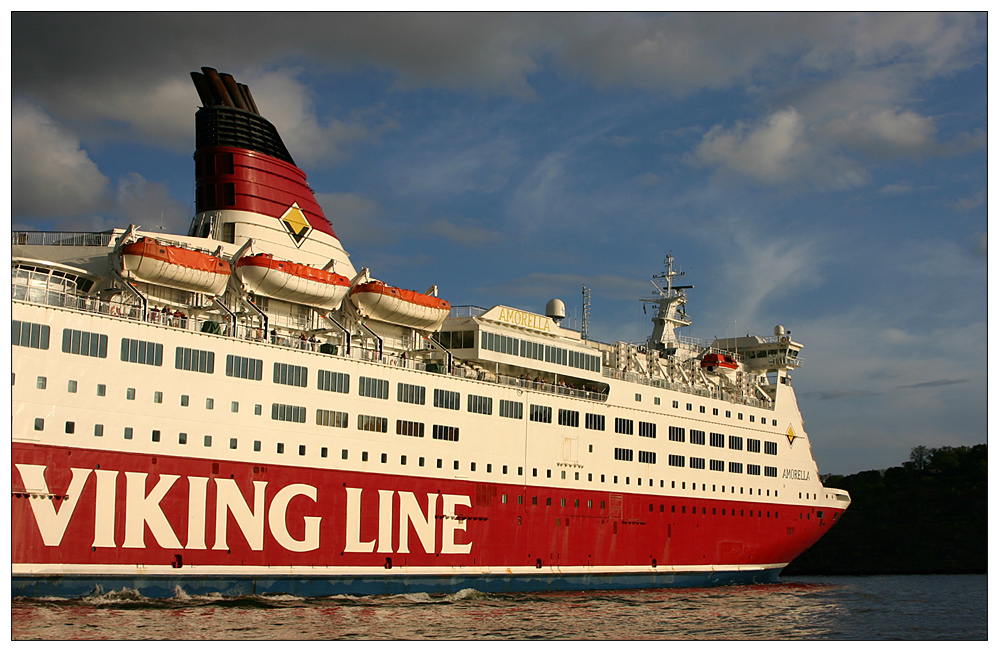
Die Amorella in Stockholm (2006)

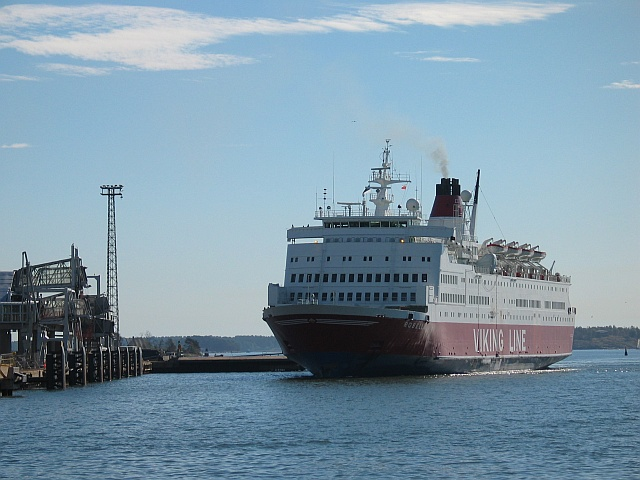
Die Rosella bei der Ankunft in Helsinki im Sommer 2003

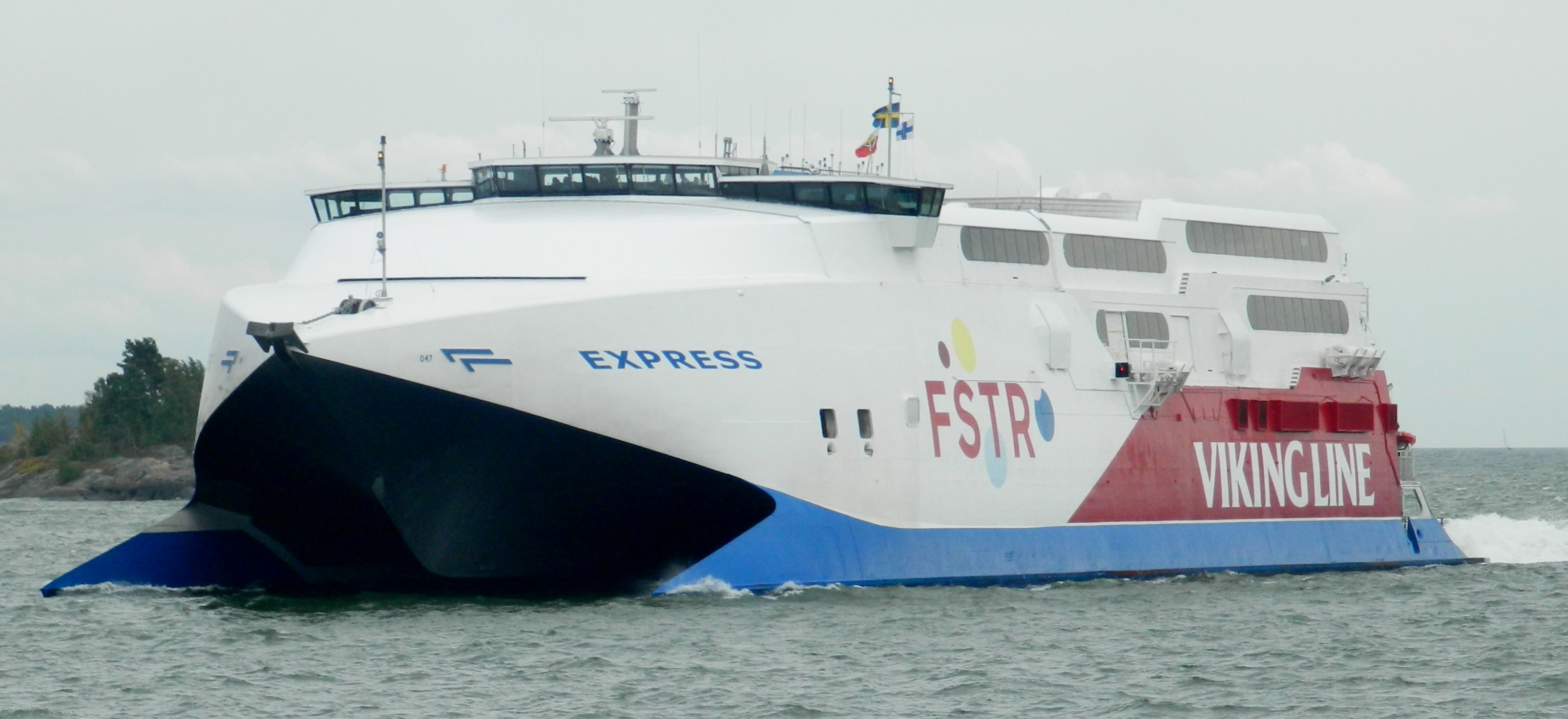
Die Express als Viking FSTR (2017)

Insgesamt hat Viking Line bereits über 50 verschiedene Fährschiffe im Dienst gehabt. Darunter befand sich auch die Viking Sally 1980–1990 im Besitz der Viking Line. Deren Untergang ging 1994 unter ihrem späteren Namen Estonia als größte Seefahrtskatastrophe in die europäische Nachkriegsgeschichte ein.
Ein weiteres nennenswertes Schiff ist die Silja Europa, das seinerzeit größte Fährschiff der Welt, das von der Rederi AB Slite, einer der damaligen Viking-Line-Betreiberreedereien in Auftrag gegeben wurde. Zu einer Übernahme der teilweise sogar schon in Viking-Line-Farben lackierten Fähre kam es jedoch nicht mehr, da der 1992 fallende Wechselkurs der schwedischen Krone das Schiff schlagartig um 500 Millionen schwedische Kronen verteuerte und das Geld nicht aufgebracht werden konnte.
Zur Kapazitätserhöhung auf der überlasteten Verbindung Helsinki – Tallinn wurde im Sommer 2017 die Katamaranfähre Express von der Reederei Gotlandsbaten geleast und als Viking FSTR auf dieser Strecke mit einer Fahrzeit von nur einer Stunde 45 Minuten drei Mal täglich eingesetzt. Wegen technischer Probleme wurde deren Betrieb Mitte Oktober des Jahres vorfristig eingestellt. Die Hochgeschwindigkeitsfähre wurde Anfang 2018 an die griechische Golden State Ferries verkauft.
Nachdem im Februar 2022 die Amorella auf der Route von Turku nach Stockholm durch die Viking Glory ersetzt wurde und daraufhin ihrerseits den Platz der an Corsica Ferries verkauften Mariella auf der Strecke von Helsinki nach Stockholm einnahm, wurde auch sie im Oktober 2022 ebenfalls an Corsica Ferries verkauft.
Die Rosella, die bis Mitte Februar 2011 umgebaut wurde, um Komfort und Kapazität zu erhöhen und den Einsatz des Schiffes auf der Kurzstrecke Kapellskär – Mariehamn weiter zu sichern, verließ am 17. Januar 2023 die Flotte mit dem Verkauf an eine griechische Reederei.

## Viking Line Buss
Viking Line Buss ist ein Busunternehmen mit Sitz in Mariehamn und eine hundertprozentige Tochtergesellschaft von Viking Line. Das Unternehmen wurde 1942 von Alfons Sundqvist unter dem Namen Sundqvist Bus gegründet. Viking Line Buss befindet sich jetzt im Besitz von Viking Line und wurde 2009 in Viking Line Bus umbenannt. Das Unternehmen bedient zum einen im Linien-Busverkehr die Linien 2, 3, und 4 auf Åland und bietet Tagesausflüge nach Schweden sowie Reiseprogramme in die nordischen Länder und nach Europa an.

## Tochtergesellschaften
Tochtergesellschaften der Viking Line Abp:
- Viking Line Skandinavien AB, Stockholm,  Schweden
- Viking Rederi AB, Stockholm,  Schweden
- OÜ Viking Line Eesti, Tallinn,  Estland
- Viking Line Finnlandverkehr GmbH, Norderstedt,  Deutschland
- Viking Line Buss Ab, Mariehamn,  Åland